# Bora (llengua)
El bora és una llengua indígena d'Amèrica del Sud que es parla a la regió occidental de la selva amazònica pels bora. El bora és una llengua tonal que, a part del ticuna, és un tret únic a la regió.
La majoria dels seus parlants resideixen al Perú i a Colòmbia. Al voltant de 2.328 parlants bora viuen a les zones del nord-est dels rius Yaguasyacu, Putumayo i Ampiyacu del Perú. També hi ha uns 500 parlants de Bora a Colòmbia al departament de Putumayo. Els parlants peruans tenen una taxa d’alfabetització del 10 al 30% i una taxa d’alfabetització del 25 al 50% en la seva segona llengua castellana.
Els primers investigadors lingüístics van pensar que el bora estava relacionat amb la llengua huitoto (witoto), però hi ha molt poca similitud entre les dues. La confusió va ser molt probable a causa del freqüent matrimoni entre les tribus i el dialecte ocaina del witoto que té moltes paraules bora.

## Dialectes
El miraña, un dialecte del bora, és parlat al llarg del riu Caquetá-Japurá que frueix entre Colòmbia i Brasil, en unes poques viles. El bor pròpiament dit té un 94% d'intel·ligibilitat mútua amb el miraña. Un altre dialecte, el murnane, que té aproximadament un 50% de comprensibilitat amb Bora i Miraña, es parla al llarg dels afluents del riu Caquetá al centre de Colòmbia.
Loukotka (1968) esmena els següents dialectes del bora:
- Bora (Boro) - al riu Cahuinari i a una colònia a la vila de Méria al riu Igara Paraná
- Imihitä (Emejeite) - parlada al riu Jacaré
- Fa:ai - parlat a la Sierra Futahy a la mateixa regió (poc certificat, només unes poques paraules)

## Gramàtica
El bora conté 350 classificadors, el més conegut de totes les llengües fins ara.

## Ortografia
La forma escrita de bora va ser desenvolupada pels traductors bíblics de John Wycliffe, Wesley i Eva Thiesen, amb l'ajut dels nadius del poble de Brillo Nuevo, al riu Yaguasyacu. La filla de Wesley i Eva Thiesen, Ruth, també és la primera no nativa enregistrada que aprèn l'idioma. En primer lloc, es va desenvolupar el llibre escolar Bora to Spanish. Després es va traduir la Bíblia del Nou Testament. Finalment, es va desenvolupar un diccionari complet i un llibre de gramàtica per documentar i preservar les regles gramaticals de la llengua. Això ha facilitat des de llavors més llibres de text perquè els parlants puguin ensenyar-se a llegir i escriure en la seva llengua, rescatant-lo de l'extinció a causa de la prevalença del castellà i del portuguès a les regions on es parla. y una gramática

## Fonologia
|             | Anterior | Central | Posterior |
| ----------- | -------- | ------- | --------- |
| Tancada     | i iː     | ɨ ɨː    | ɯ ɯː      |
| Semitancada |          |         | o oː      |
| Mitjana     | ɛ ɛː     |         |           |
| Oberta      |          | a aː    |           |

- Totes les vocals tenen formes llargues. El bora demostra una longitud vocal contrastiva.
- /ɛː/ abans /iː/ se sent com [æː].
- /i se sent en forma abreujada com [ɪ].[7]

|            |            | Bilabial | Bilabial | Alveolar | Alveolar   | Postalveolar | Palatal | Velar  | Velar | Velar   | Glotal | Glotal |
| plana      | pal.       | plana    | pal.     | plana    | pal.       | Postalveolar | Palatal | labial | plana | pal.    |        |        |
| ---------- | ---------- | -------- | -------- | -------- | ---------- | ------------ | ------- | ------ | ----- | ------- | ------ | ------ |
| Oclusiva   | plana      | p        | pʲ       | t        | tʲ         |              |         | k      | kʲ    | k͡p ~ kʷ | ʔ      | ʔʲ     |
| Oclusiva   | aspirada   | pʰ       | pʲʰ      | tʰ       | tʲʰ        |              |         | kʰ     | kʲʰ   |         |        |        |
| Africada   | plana      |          |          | t͡s       | t͡sʲ ~ t͡ʃ   | t͡sʲ ~ t͡ʃ     |         |        |       |         |        |        |
| Africada   | aspirada   |          |          | t͡sʰ      | t͡sʲʰ ~ t͡ʃʰ | t͡sʲʰ ~ t͡ʃʰ   |         |        |       |         |        |        |
| Fricativa  | Fricativa  | β        | βʲ       |          |            |              |         | (x)    |       |         | h      | hʲ     |
| Nasal      | Nasal      | m        | mʲ       | n        |            |              | ɲ       |        |       |         |        |        |
| Aproximant | Aproximant |          |          |          |            |              | j       |        |       |         |        |        |
| Bategant   | Bategant   |          |          | ɾ        | (ɾʲ)       |              |         |        |       |         |        |        |

- /h/ pot tenir un al·lòfon de [x].
- /j/ també s'escolta com [ɾʲ].